# Der Pagemaster – Richies fantastische Reise
Der Pagemaster – Richies fantastische Reise (Originaltitel: The Pagemaster) ist ein US-amerikanischer Fantasy-Trickfilm aus dem Jahr 1994.

## Handlung
Richard „Richie“ Tyler ist ein in Statistiken und Sicherheit verliebter kleiner Junge, der seinen Vater dahingehend enttäuscht, dass er zu ängstlich ist, mit ihm irgendetwas zu unternehmen. So weigert sich Richie vehement in das Baumhaus zu steigen, welches sein Vater für ihn gebaut hat. Er geht jedem Risiko aus dem Weg und hat dementsprechend auch keine Freunde, die mit ihm spielen wollen. Als er alleine mit dem Fahrrad auf der Straße fährt, kommt es zu einem Unwetter. Richie sucht so schnell wie möglich Unterschlupf und findet ihn in der Bibliothek von Mr. Dewey, dem Pagemaster. Er will von dort aus mit seinen Eltern telefonieren. Doch auf dem Weg zum Telefon schlägt sich Richie den Kopf an und fällt in Ohnmacht. Als er nachts wach wird, dauert es nicht lange, bis er von einem Farbmonster verfolgt wird, welches ihn in eine Zeichentrickfigur verwandelt und in die Zeichentrickwelt schickt. Dort trifft er den Pagemaster, der ihn auf eine Abenteuerreise in die Bücherwelt schickt.
Nach und nach trifft er sprechende Bücher, die sich Abenteuer, Fantasie und Grusel nennen und ihn fortan begleiten. Richie selbst interessiert sich nicht für die Abenteuer und sucht nur nach dem Ausgang. Grusel aber führt ihn stattdessen durch das Haus von Dr. Jekyll und Mr. Hyde. Jekyll empfängt den Gast freundlich, verwandelt sich aber rasch in Mr. Hyde, demoliert sein Haus und reißt Grusel fast mit in den Abgrund. Richie steht nur dabei und kann ihn vor lauter Angst nicht retten, sodass Fantasie und Abenteuer eingreifen müssen. Seinen ersten Mut bringt Richie erst auf, als es darum geht, seine eigene Haut zu retten. Aber zumindest scheint der Ausgang sichtbar zu sein. Also folgt Richie dem Zeichen und landet so mit den drei Büchern auf dem Meer, wobei sie Zeuge von Captain Ahab werden, wie dieser Moby-Dick jagt. Als sie dann selbst von Moby Dick angegriffen werden und ihr Boot zerstört wird, retten sie ein paar Piraten, welche sie an Bord des Schiffes von Long John Silver bringen. Dieser nimmt sie gefangen und bringt sie auf eine Insel, wo sie einen riesigen Goldschatz vermuten. Den gibt es aber nicht, weswegen die Piraten meutern, und Richie und Abenteuer in Gefahr geraten. Aber dank des heldenhaften Einsatzes von Grusel und Fantasie können sie gerettet werden. Nur sitzen sie jetzt auf der Insel fest.
Fantasie bemerkt jedoch, dass ihr Zauberstab plötzlich wieder funktioniert, weswegen alle durch mehrere Märchenwelten reisen können. Unterwegs treffen sie Humpty Dumpty, bevor sie das rettende Ausgangsschild sehen. Allerdings müssen sie durch eine Höhle, welche sich plötzlich in einen feuerspeienden Drachen verwandelt und alle vier jagt. Richie schafft es auf der Flucht bis kurz vor den Ausgang, doch weil seine drei Bücher in der Falle sitzen, nimmt er allen Mut und herumliegende Waffen zusammen, um sie gegen den Drachen zu verteidigen. Richie wird allerdings von ihm geschluckt und kann nur dank einer Kletterpflanze wieder aus dem Inneren des Drachen entkommen. Diese wächst steil hinauf, sodass er und seine drei Bücher endlich zum Ausgang kommen. Dort trifft er den Pagemaster, der ihm erklärt, dass er endlich die Angst überwunden hat. Daraufhin erwacht Richie in der Bibliothek, leiht sich Abenteuer, Fantasie und Grusel aus, welche er dann im Baumhaus liest, während er dort übernachtet.

## Besetzung und Synchronisation
| Rolle (Original)       | Sprecher          | Deutscher Sprecher       |
| ---------------------- | ----------------- | ------------------------ |
| Richard „Richie“ Tyler | Macaulay Culkin   | Ozan Ünal                |
| Claire Tyler           | Mel Harris        | Liane Rudolph            |
| Mr. Dewey/Pagemaster   | Christopher Lloyd | Hanns Joachim Friedrichs |
| Abenteuer              | Patrick Stewart   | Manfred Krug             |
| Dr. Jekyll/Mr. Hyde    | Leonard Nimoy     | Friedrich Georg Beckhaus |
| Käpt’n Ahab            | George Hearn      | Thomas Fritsch           |
| Fantasie               | Whoopi Goldberg   | Evelyn Hamann            |
| Grusel                 | Frank Welker      | Harald Juhnke            |
| Long John Silver       | Jim Cummings      | Wolfgang Völz            |
| George Merry           | Ed Gilbert        | Gerd Duwner              |
| Tom Morgan             | Phil Hartman      | Gerry Wolff              |
| Käpt’n Flint           | unbekannt         | Renate Danz              |
| Herzkönigin            | B.J. Ward         | Renate Danz              |
| Drache                 | Frank Welker      | Frank Welker             |

## Kritik
„Sparsam produzierter Halb-Trickfilm, der vorgibt, für das Lesen zu werben, dabei aber nicht die geringste Beziehung zur Literatur vermittelt.“

## Veröffentlichung
In den USA startete der Film am 23. November 1994 in den Kinos und konnte dort lediglich 13,6 Mio. US-Dollar einspielen. Am 2. Februar 1995 kam er in die deutschen Kinos.